# باش‌دیزه
باش‌دیزه (به ترکی آذربایجانی: Baş Dizə) یک منطقهٔ مسکونی در جمهوری آذربایجان است که در شهرستان اردوباد واقع شده‌است. باش‌دیزه ۴۸۳ نفر جمعیت دارد.